# Campiglossa despecta
Campiglossa despecta är en tvåvingeart som först beskrevs av Wulp 1900.  Campiglossa despecta ingår i släktet Campiglossa och familjen borrflugor. Inga underarter finns listade.